# Finn Tugwell
Finn Tugwell, född 18 mars 1976 i Århus, är en dansk idrottare som tog OS-brons i bordtennis i herrdubbel 2004 i Aten tillsammans med Michael Maze. I oktober 2004 var han rankad 65 i världen, vilket var Tugwells högsta ranking. 

## Dom på dokumentförfalskning
2009 dömdes Finn Tugwell till 40 dagars villkorligt fängelse för dokumentförfalskning, eftersom han hade ett handikapparkeringstillstånd liggande i framrutan på sin bil, trots att han inte är handikapparkad. Finn förklarade sig i Köpenhamns tingsrätt med att han bara ville plocka upp det och lämna tillbaka det vid ett senare tillfälle.

### Fotnoter
1. ↑  International Table Tennis Federation, läs online.[källa från Wikidata]
2. ↑  läst: 23 april 2022.[källa från Wikidata]
3. ↑  ”ITTF World Ranking”. ITTF. Arkiverad från originalet den 3 juni 2010. https://web.archive.org/web/20100603234550/http://www.ittf.com/ittf_ranking/world_ranking_per_name.asp?Player_ID=109600&U18=0&U21=0&Siniors=1&. Läst 28 december 2010.
4. ↑  ”Arkiverade kopian”. Arkiverad från originalet den 4 oktober 2012. https://web.archive.org/web/20121004225502/http://www.ittf.com/ittf_stats/All_events3.asp?ID=7326. Läst 28 december 2010.
5. ↑  null (25 november 2009). ”Finn Tugwell dømt for dokumentfalsk” (på danska). Jyllands-Posten. https://jyllands-posten.dk/sport/ECE4269995/Finn-Tugwell-d%C3%B8mt-for-dokumentfalsk/. Läst 12 december 2024.